# Biclonuncaria juanita
Biclonuncaria juanita es una especie de polilla de la familia Tortricidae. Se encuentra en Tamaulipas, México.